# Мошорин
Мошорин (серб. Мошорин) — село в Сербії, належить до общини Тітел Південно-Бацького округу в багатоетнічному, автономному краю Воєводина.

## Населення
Населення селиа становить 2779 осіб (2002, перепис), з них:
- серби — 2678 — 96,92 %;
- роми — 21 — 0,76 %;

Решту жителів  — з десяток різних етносів, зокрема: чорногорці, хорвати, словаки і з десяток русинів-українців.